# Ratolí camperol del Iemen
El ratolí camperol del Iemen (Ochromyscus yemeni) és una espècie de mamífer rosegador de la família dels múrids. Viu al nord del Iemen i el sud-oest de l'Aràbia Saudita. El seu hàbitat natural són els matollars de muntanya. És una espècie en risc mínim, és a dir, no sembla que hi hagi cap amenaça significativa per a la seva supervivència. El seu nom específic, yemeni, significa 'del Iemen' en llatí.